# Списък на глаголическите текстове
Списъкът на глаголическите текстове съдържа известни текстове, написани на глаголица, като са посочени редица сведения, сред които: кога и къде е написан текстът, къде се съхранява оригиналът, съществуват ли преписи и къде се съхраняват те.
- Зографско четвероевангелие (на немски: Der Codex Zographensis)
- Асеманиево евангелие (на латински: Codex Assemani)
- Мариинско евангелие
- Рилски глаголически листове
- Охридско евангелие, XI в., открито е през 1845 г., първо съвременно издание от 1866 г., а по-късни от 1906 и 1915 г., до 1930 г. се съхранява в библиотеката на Одеския университет, а след това и до днес се намира в Държавната библиотека в Одеса; това, което е оцеляло до днес, са два пергаментни листа, като на първия се чете откъс от Евангелието от Лука, а на втория от Евангелието от Йоан.
- Мюнхенски абецедар
- Синайски псалтир, Х в., съхранява се в манастира „Света Екатерина“, на Синайския полуостров, разположен между Кайро и Израел.